# Rhododendron carrii
Rhododendron carrii är en ljungväxtart som beskrevs av Herman Otto Sleumer. Rhododendron carrii ingår i släktet rododendron, och familjen ljungväxter. Inga underarter finns listade i Catalogue of Life.